# Обертон

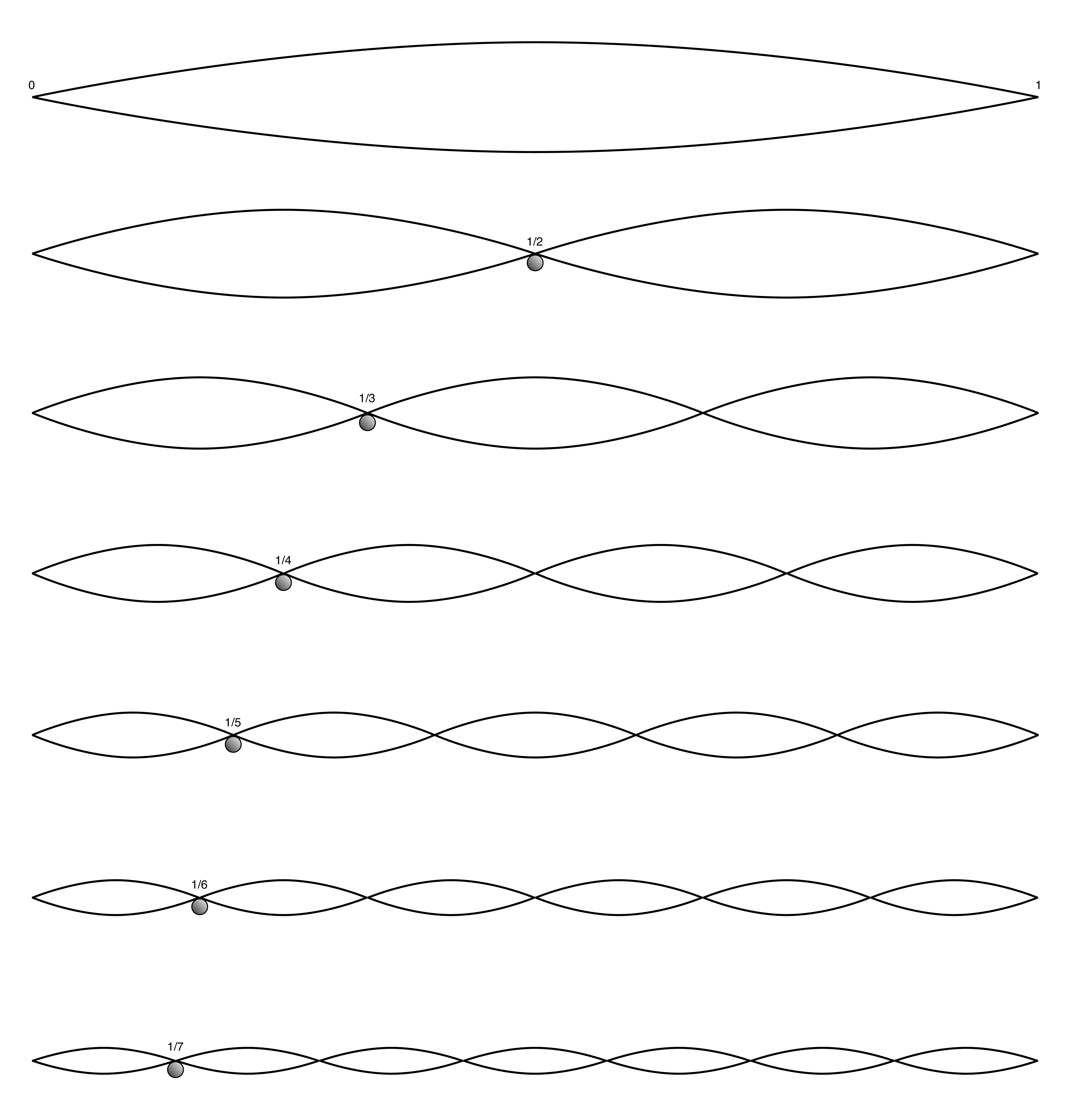
Обертон

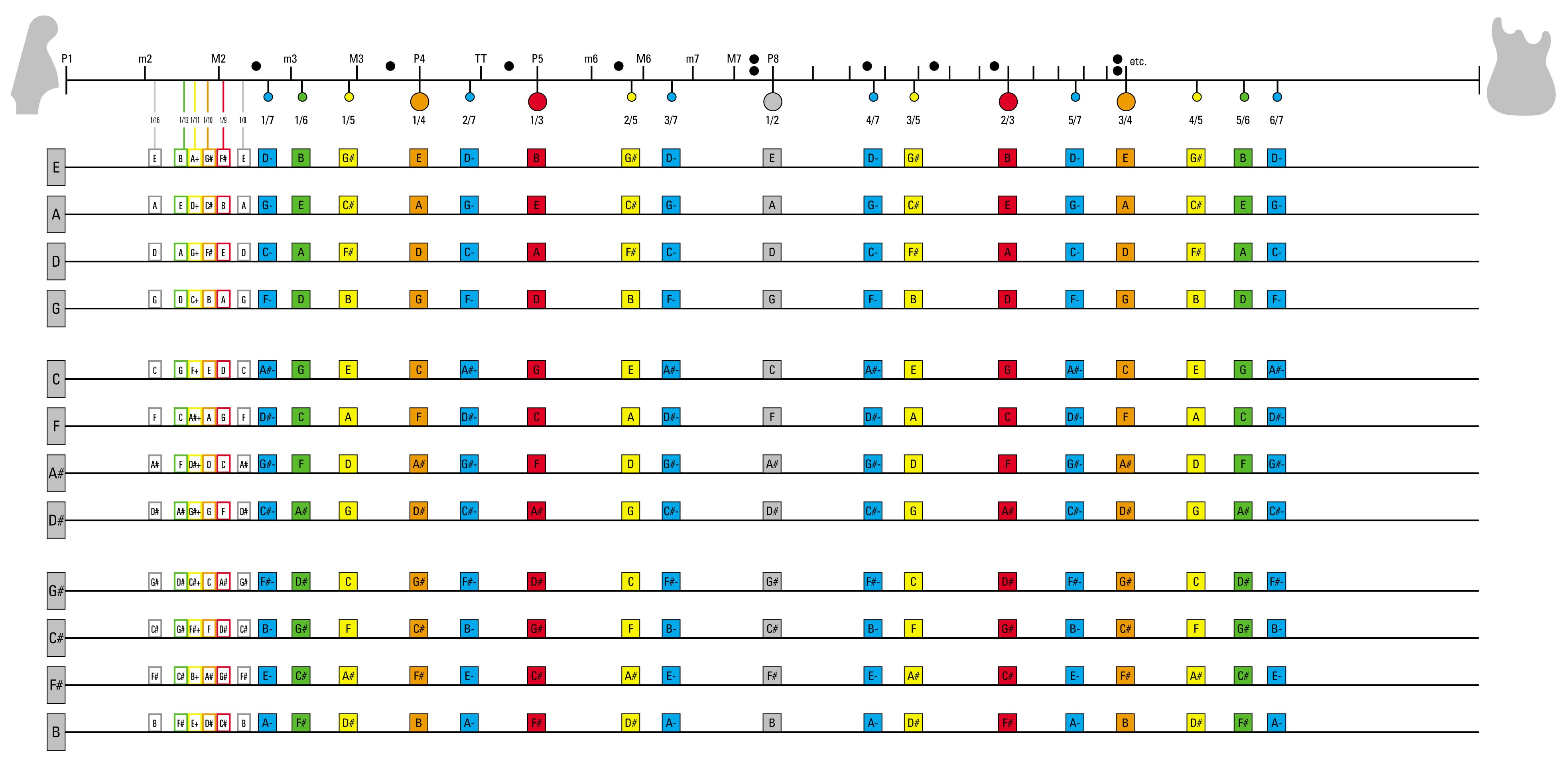

Оберто́н (нім. Ober — високий, Ton — звук) — усі тони, крім основного, що створюються джерелом звуку внаслідок коливань його частин (напр. частини струни, частини стовпа повітря тощо). Якщо частоти обертонів у ціле число разів більші від частоти основного тону, то їх називають гармонічними обертонами (гармоніками). Гармонічні обертони разом із основним тоном утворюють т. зв. натуральний звукоряд.
Виділити обертони зі складного звуку можна за допомогою особливих резонаторів, що підсилюють тон тільки певної, відповідної їм висоти. Маючи навички, можна їх розчути і безпосередньо в складному звуці, після того, як певний обертон був відтворений заздалегідь на якому-небудь інструменті.
На струнних музичних інструментах можна виділити певні обертони шляхом торкання пальцем струни в точці спокою цієї гармоніки. Такий прийом називається флажолет.
Як правило в слуховому сприйнятті звуків обертони зливаються з основним тоном і виділити їх на слух неможливо. Проте, як доводять акустичні експерименти, обертони відіграють визначальну роль у формуванні тембру звуку, що широко застосовується в музичній практиці.
Натуральний, або обертоновий звукоряд — це наслідок складного процесу коливання струни, коли вона одночасно коливається цілою довжиною, половинами, третіми, четвертими частинами і т. д.. Інтервальний склад обертонового звукоряду є сталий: ч.8, ч.5, ч.4, в.3, м.3, м.3, в.2, в.2, в.2, в.2, м.2, м.2, в.2, зб.1, м.2.